# Lazarus Gottlieb Sichling

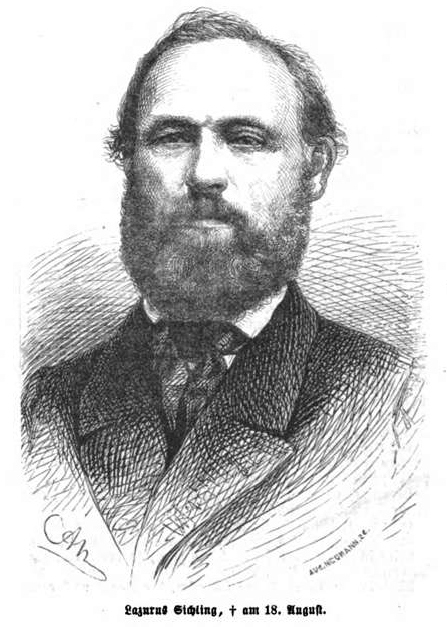
Lazarus Sichling. Grafik von A. Neumann, 1863.

Lazarus Gottlieb Sichling (* 17. Juli 1812 in Nürnberg; † 18. August 1863 in Leipzig) war ein deutscher Kupfer- und Stahlstecher.

## Leben und Wirken
Sichlings Vater Hieronymus Pius Paulus Sichling (* 28. März 1784, † 5. Dezember 1828) war der Borstenbinder- und Verleger in Nürnberg. Er starb als sein 2. Sohn Lazarus 16 Jahre alt war. Lazarus Sichling erhielt seine Ausbildung an der Kunstschule in Nürnberg. 1835 begab er sich nach München. Dort war er ein Schüler von Samuel Amsler. Nach dem Ende seines Studium begab sich Sichling nach Leipzig, wo er sich niederließ und den Rest seines Lebens verbrachte. Neben seiner künstlerischen Tätigkeit war er dort Lehrer von Albrecht Fürchtegott Schultheiss und Adolf Neumann.

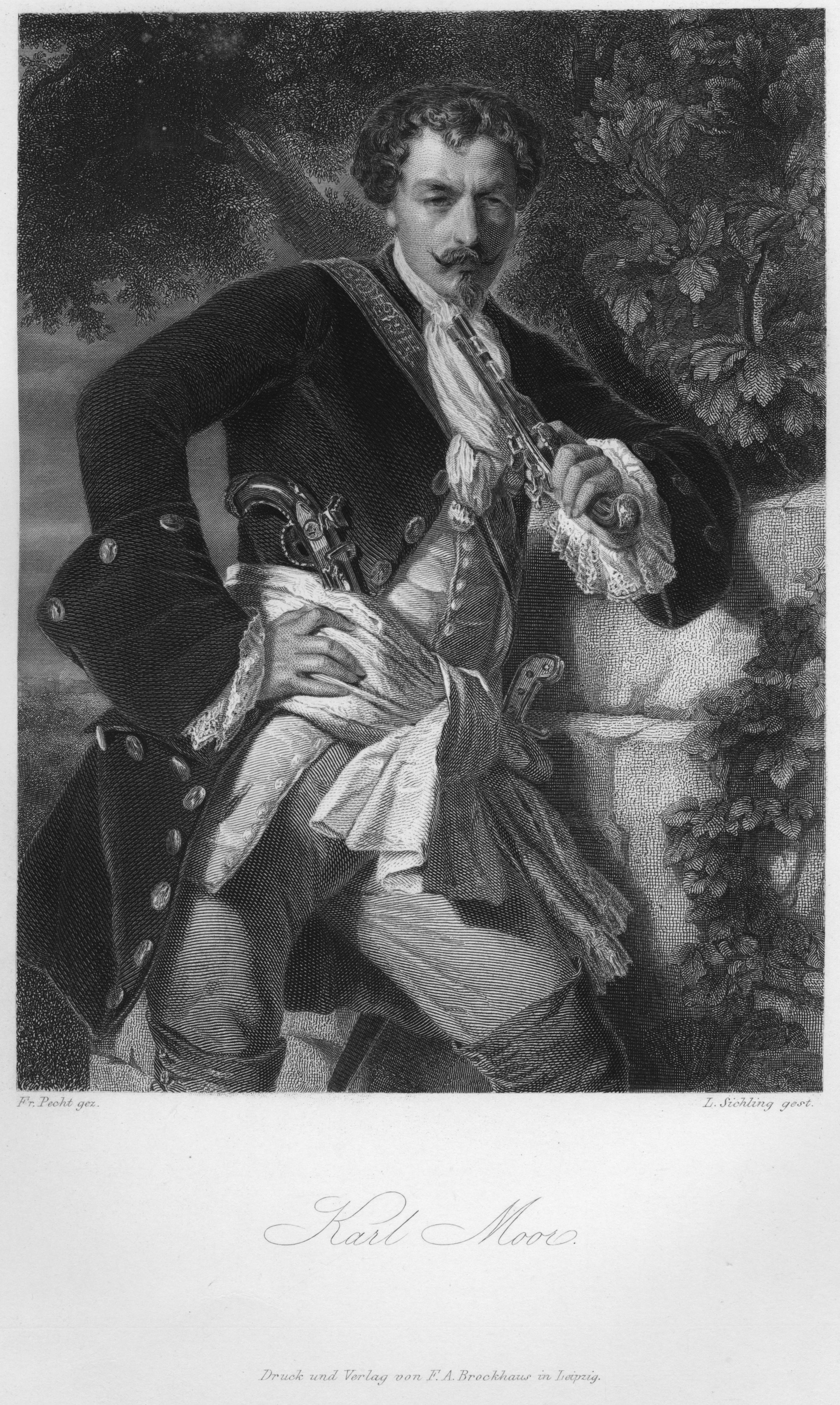
Karl Moor aus Die Räuber (Schiller-Galerie);
Stahlstich von Sichling nach Pecht, um 1859

Sichling stach insbesondere Porträts, Veduten und Buchillustrationen.
Nach Vorlagen von Friedrich Pecht und Arthur von Ramberg stach er
- für die 1859 erschienene Schiller-Galerie[4], sowie
- für die 1864 erschienene Goethe-Galerie[5].